# Phalacrotophora
Phalacrotophora är ett släkte av tvåvingar. Phalacrotophora ingår i familjen puckelflugor.

## Bildgalleri

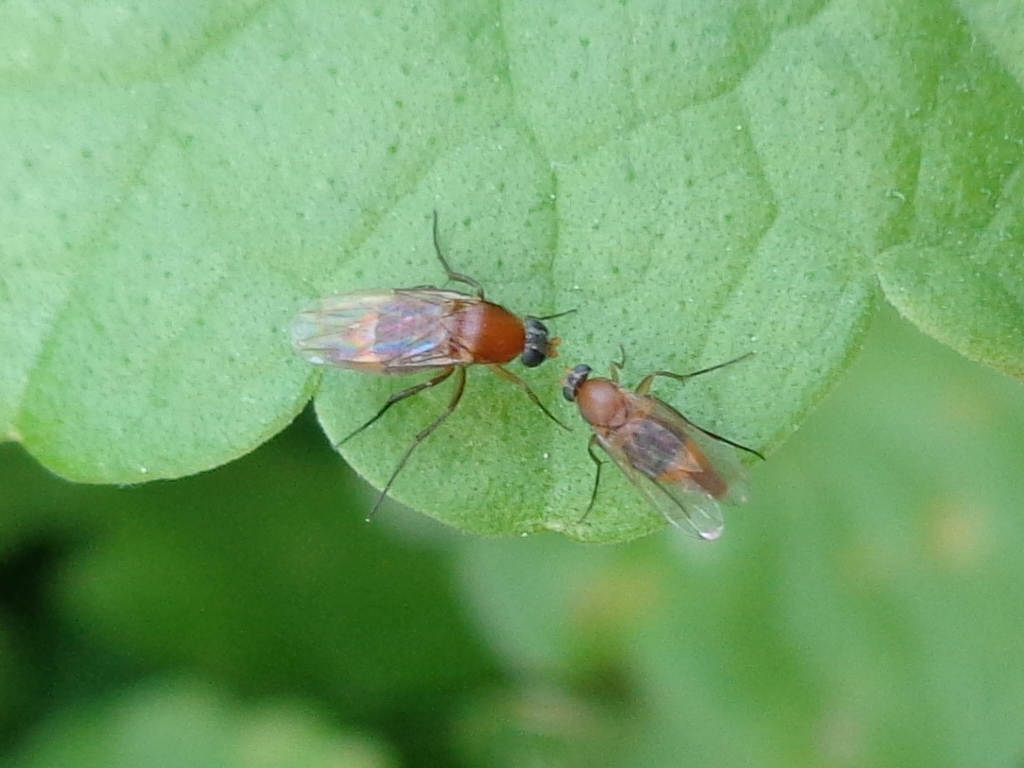
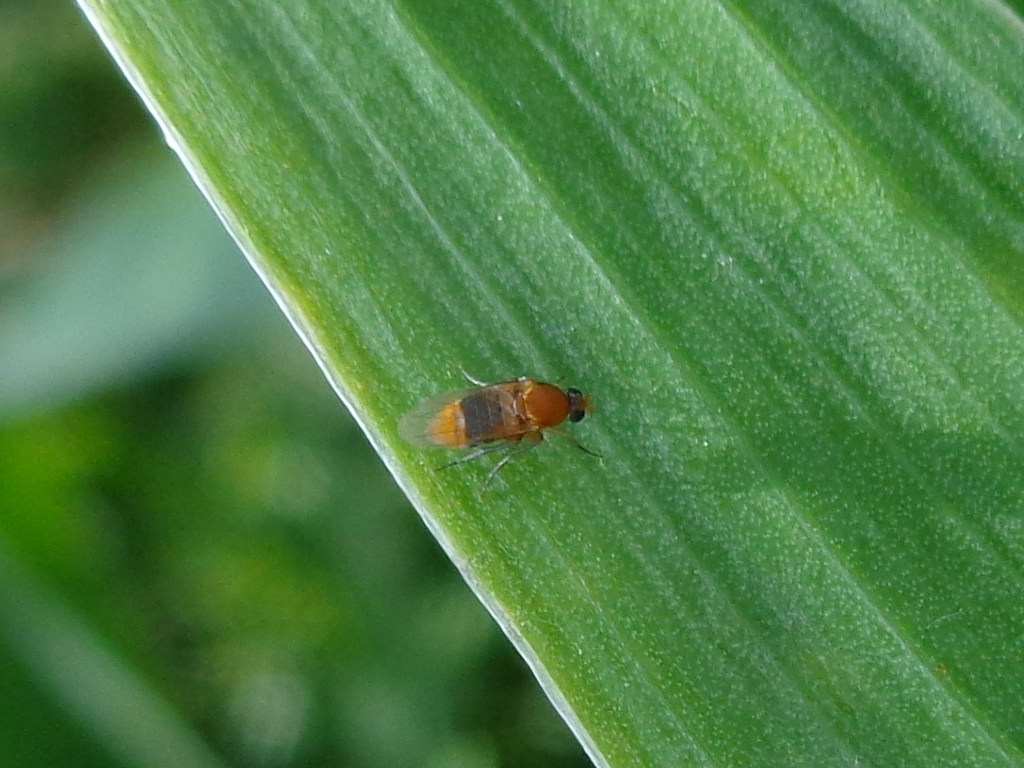
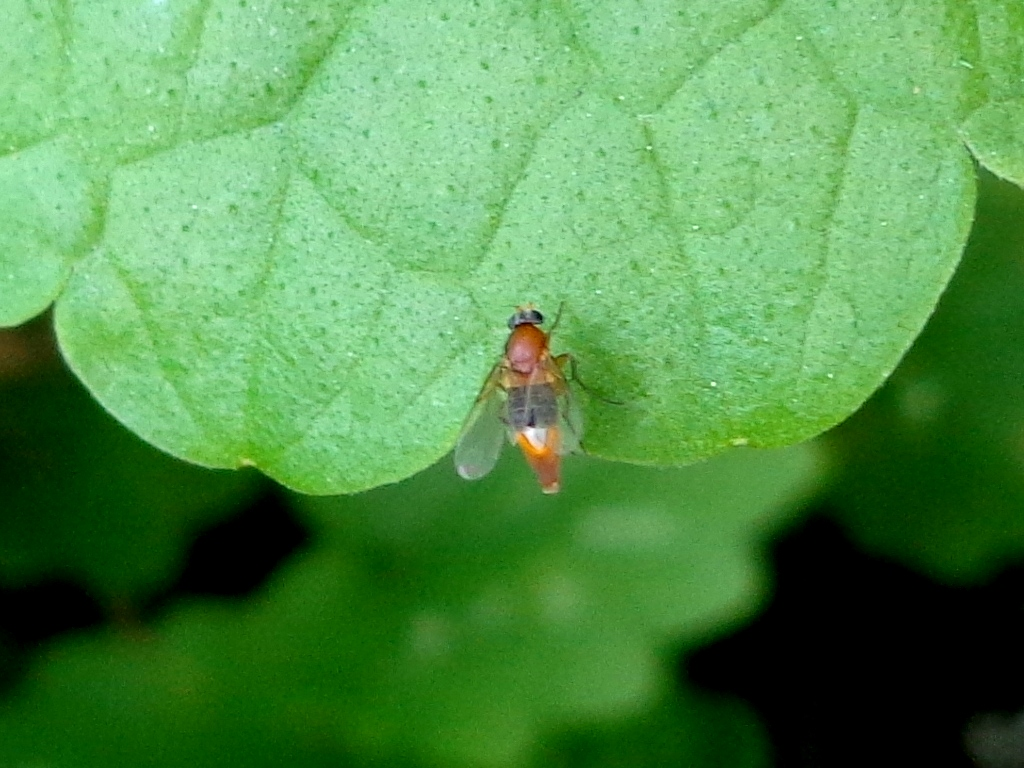

## Dottertaxa tillPhalacrotophora, i alfabetisk ordning[1][2]
- Phalacrotophora amplectens
- Phalacrotophora appendicigera
- Phalacrotophora auranticolor
- Phalacrotophora berolinensis
- Phalacrotophora beuki
- Phalacrotophora boliviana
- Phalacrotophora braunsi
- Phalacrotophora bruesiana
- Phalacrotophora brunnescens
- Phalacrotophora decimaculata
- Phalacrotophora delageae
- Phalacrotophora epeirae
- Phalacrotophora fasciata
- Phalacrotophora fimbriiterga
- Phalacrotophora flaviclava
- Phalacrotophora flexivena
- Phalacrotophora gigantea
- Phalacrotophora gressitti
- Phalacrotophora halictorum
- Phalacrotophora indiana
- Phalacrotophora irregularis
- Phalacrotophora jacobsoni
- Phalacrotophora longifrons
- Phalacrotophora luteifascia
- Phalacrotophora maculiterga
- Phalacrotophora magnifica
- Phalacrotophora marginata
- Phalacrotophora nedae
- Phalacrotophora neotropica
- Phalacrotophora netropica
- Phalacrotophora nigrita
- Phalacrotophora oudemansi
- Phalacrotophora pallidicornis
- Phalacrotophora paradoxa
- Phalacrotophora perlonga
- Phalacrotophora petropolitana
- Phalacrotophora philaxyridis
- Phalacrotophora pictofasciata
- Phalacrotophora pilipes
- Phalacrotophora proclinans
- Phalacrotophora pruinosa
- Phalacrotophora punctiapex
- Phalacrotophora punctifrons
- Phalacrotophora quadrimaculata
- Phalacrotophora rufiventris
- Phalacrotophora scutata
- Phalacrotophora spectabilis
- Phalacrotophora subnigrita
- Phalacrotophora tesselata
- Phalacrotophora triciliata
- Phalacrotophora triguttata
- Phalacrotophora vernicea
- Phalacrotophora vittipennis